# 宇宙殖民地
宇宙殖民地（英語：Space colony），又稱太空殖民地、宇宙殖民島、宇宙島、空間城、宇宙都市、太空城市、太空居民點、太空島、太空站，是二十世紀科學界提出的在宇宙空間中建立一個仿似地球，且適合人類居住的空間，成為太空移民的熱門方案。
現在的模式一般是在1969年美國普林斯頓大學教授傑瑞德·K·歐尼爾所提出方案定型，計劃因種種原因未具體實現，但在許多科幻作品如機動戰士GUNDAM、超時空要塞、星界的紋章、拉瑞·尼文的已知空間（如環形世界）系列、巴比倫五號、極樂世界 (電影)等中已被引用。

## 概要
構想中早期的宇宙殖民地被設置於地球與月球軌道之間，萬有引力互相平衡的區域，即法國天文學家拉格朗日所計算的拉格朗日點。在殖民地內部可用人工重力（藉由自轉的離心力來模擬重力的作用）重現地球的自然環境。

### 自然環境
構想中的宇宙殖民地中可以模擬地球中的大氣，先進的類型有平原、高山、河川、河流、海洋等，造成自然的水循環，而且會種植植物，以吸收二氧化碳及提供氧氣，還會飼養各種的動物，造成食物鏈，為人類提供食物和水等必需品。所有的東西都能自我循環，使人們能在模擬地球環境下生活。

### 能源來源
宇宙殖民地主要的能源來自太陽能，由於太空環境中不受地球大氣和日夜變化影響，可高效率直接吸收太陽能，因此利用太陽能多半能提供足夠的能源。
如果在遠離太陽的軌道上或有移動需求，可以使用核能或反物質與其他能源技術來輔助（理論上不適用會耗損空氣的類型）。

## 構想起源和目的
宇宙殖民地的構想起源自十九世紀科學界，在人類實現了宗教和神話中種種不可思議的事物後，開始對寓言中勒皮他，冀望在字面上實踐，也有希望作為逃避未來發生的世界性大災難和戰爭的場所，提出了人以活著的肉體逃離塵世的念頭。
但實際上只有極少數人有興趣實踐，因為世俗主義的盛行和對大自然的熱愛，而厭惡把人類為了靈性擠身於較小的人造場所過著紀律的生活，而希望在地球上解決問題，或至少在其他行星上開拓。
到冷戰時期，當時曾經被視為解決地球人口爆炸以及自然資源枯竭等問題的解決方法之一，但隨著冷戰結束，各國對航天開發的投資減少，以及先進國家出生率降低等變化，直到目前為止仍未具體實現。

## 各種設計方案
雖然太空居民點並未實現，但有很多方案其實已經很成熟，理論上當代可以建造，主要是財力和配套的前哨性設施並未完成，但另一些完全是科幻的產物。

### 當代科技的設計

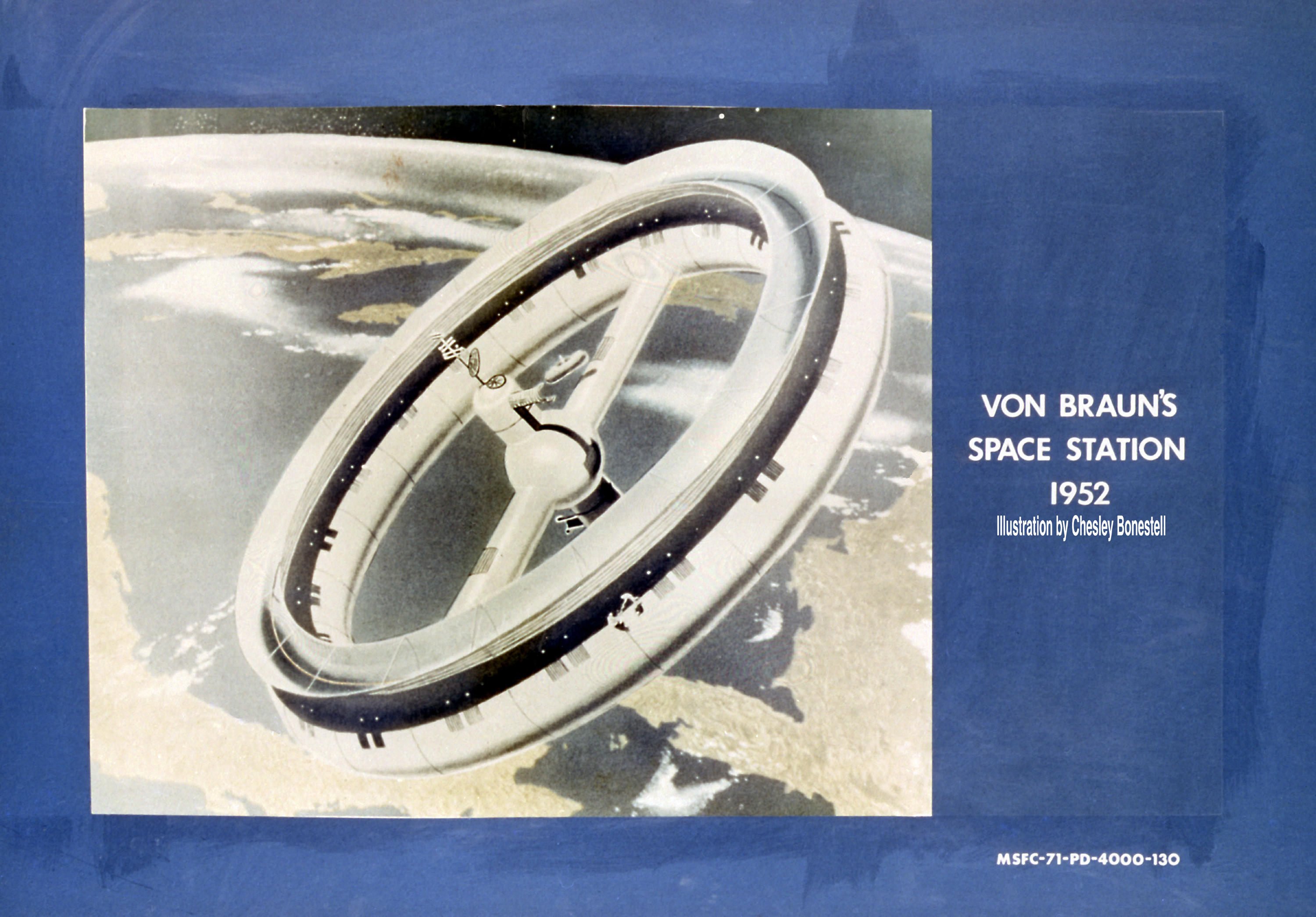
旋輪太空站，華納·馮·布朗於1952年的構想。

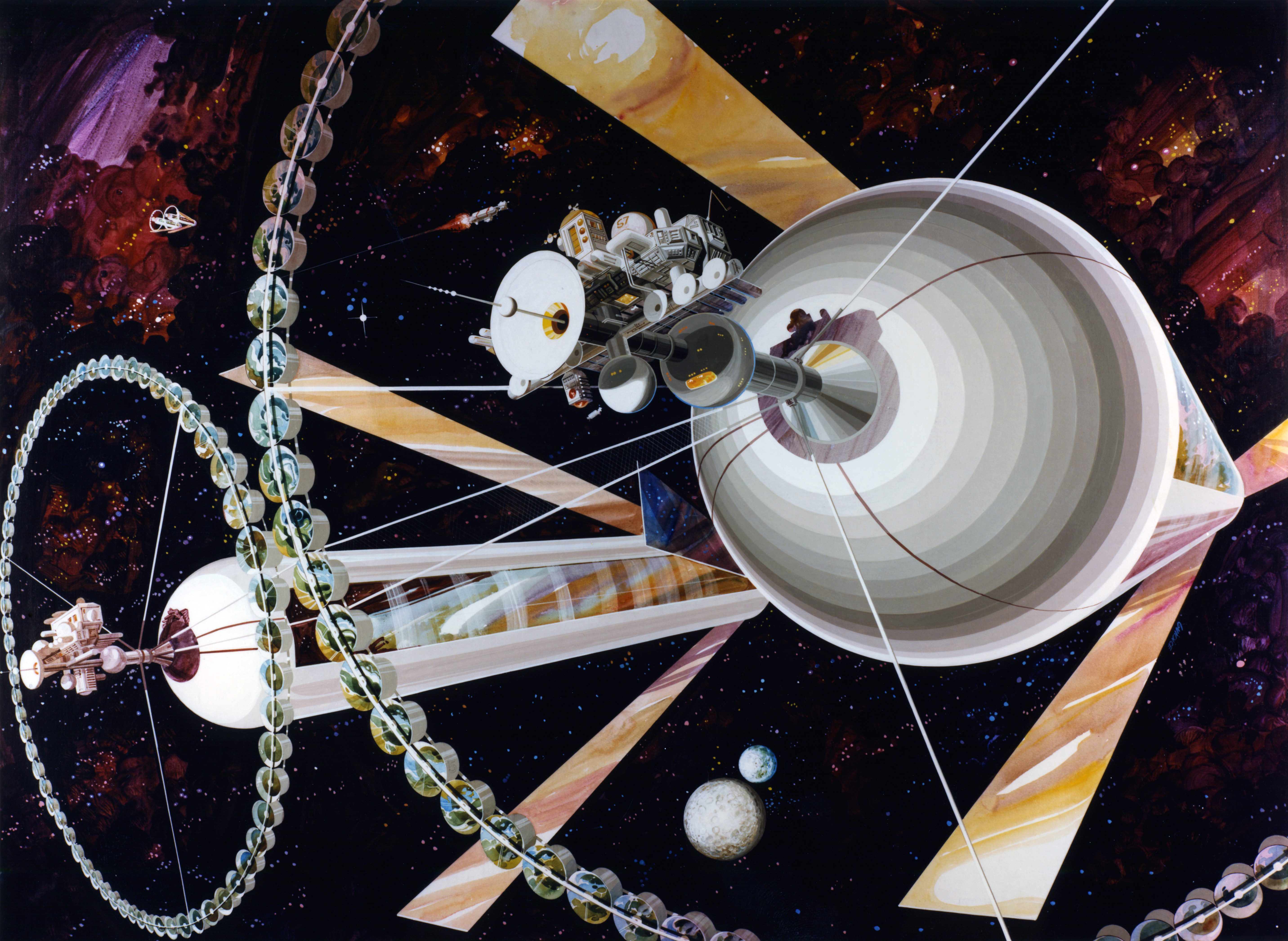
島三型

主要是放大了的旋輪太空站，使用離心力產生人工的重力，一般適用於本體質量較小的設計。
島一型（Island One）
島一型又稱為貝納爾球體(Bernal sphere)，是記念早年英國科學家與科幻作家約翰·貝爾納，他在故事中虛構未來的人乘搭像這樣的星艦穿梭宇宙。是由一個直徑500公尺的球體為中心，向兩側延伸出環狀農業模塊、反射鏡與太陽能板的結構，形似啞鈴。以每分鐘1.9圈轉速旋轉使球體赤道擁有足夠的重力，中間球體為居住區，形似山谷的空間約能提供1萬人口的生活與娛樂空間，陽光經由兩端反射鏡導入極地窗戶照入球中。球型設計的優點在於氣壓分布、質量效率和輻射遮屏的效果極佳。

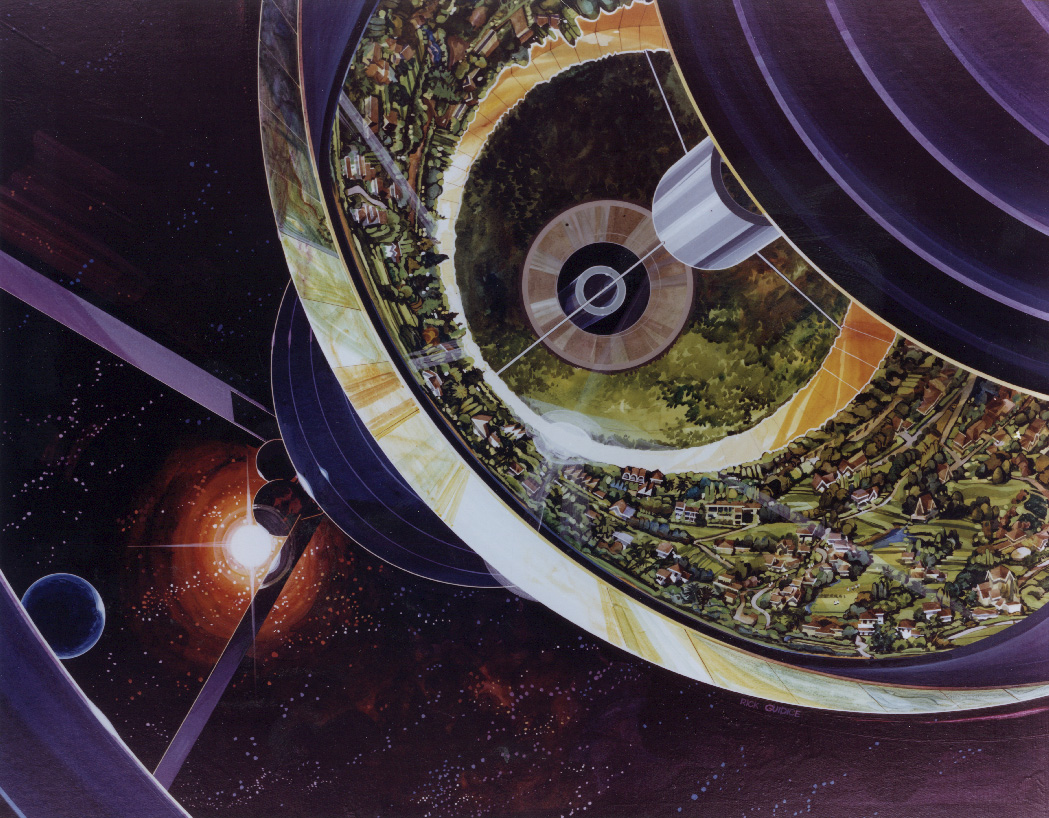
島一型與內部結構
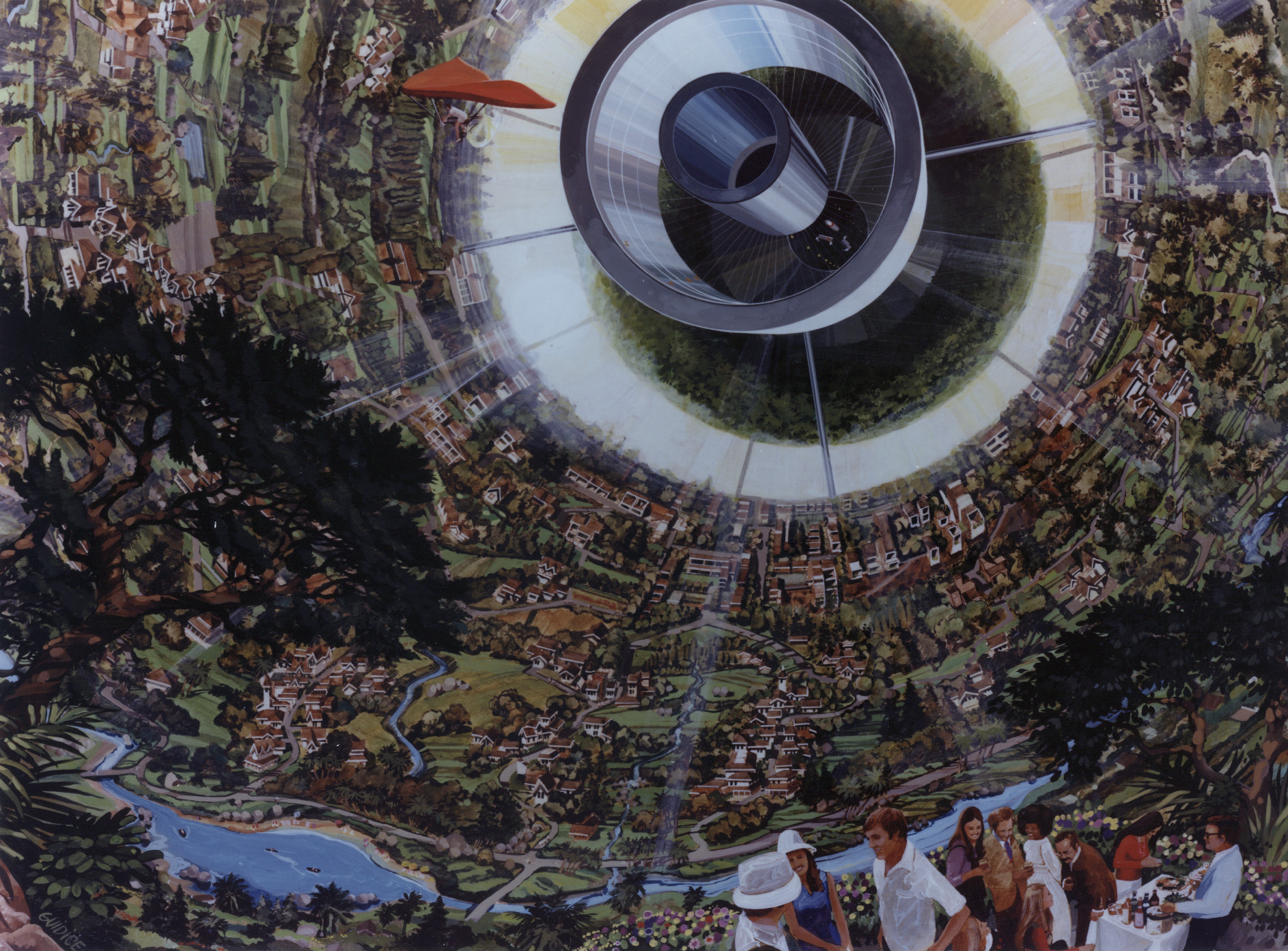
島一型內部預想圖

島二型(Island Two)
島二型實為加大版的島一型，球體直徑加大到1.8公里，轉速降至每分鐘1圈，可容納人口提升到14萬人，並有助於增設工業設施。島二型有以下衍伸變化型。
史丹佛環面(Stanford torus)
史丹佛環面是引用島二型的概念，但構造截然不同，其改用一個直徑約1.8公里的環管取代球體，形似甜甜圈，環管與球體相比省去了低重力不易運用的極地區域，提高空間運用率並節省建材，與球體相比提高運用效率。以每分鐘1圈轉速使管壁可有0.9～1G的重力，細長的環管為主要生活區與農業區，其生活環境像似座冰河谷，人口可容納1萬～14萬人。陽光由反射鏡反射至中間再照往環管，環管由數條連結線連至軸心，由於軸心幾乎無重力且與管各點距離相等，可做為太空港與不需重力的產業區域。史丹佛環面有被些虛擬作品採用，如2001太空漫遊的太空基地、《机动战士高达 UC》中的拉普拉斯空间站，也成了舊版微軟Windows的預設桌布的太空背景。而在UC 同系列的GUNDAM W中大多數太空居民點都是這種，但尺寸放大到直徑十幾公里。
畢夏普環(Bishop Ring)
畢夏普環像是個以奈米碳管構成的超大版史丹佛環面，是一個半徑1000公里，寬度500公里的圓環體，擁有高度200公里的大氣保留牆。此設計夠巨大所以可以是無頂式向內邊緣上開放。

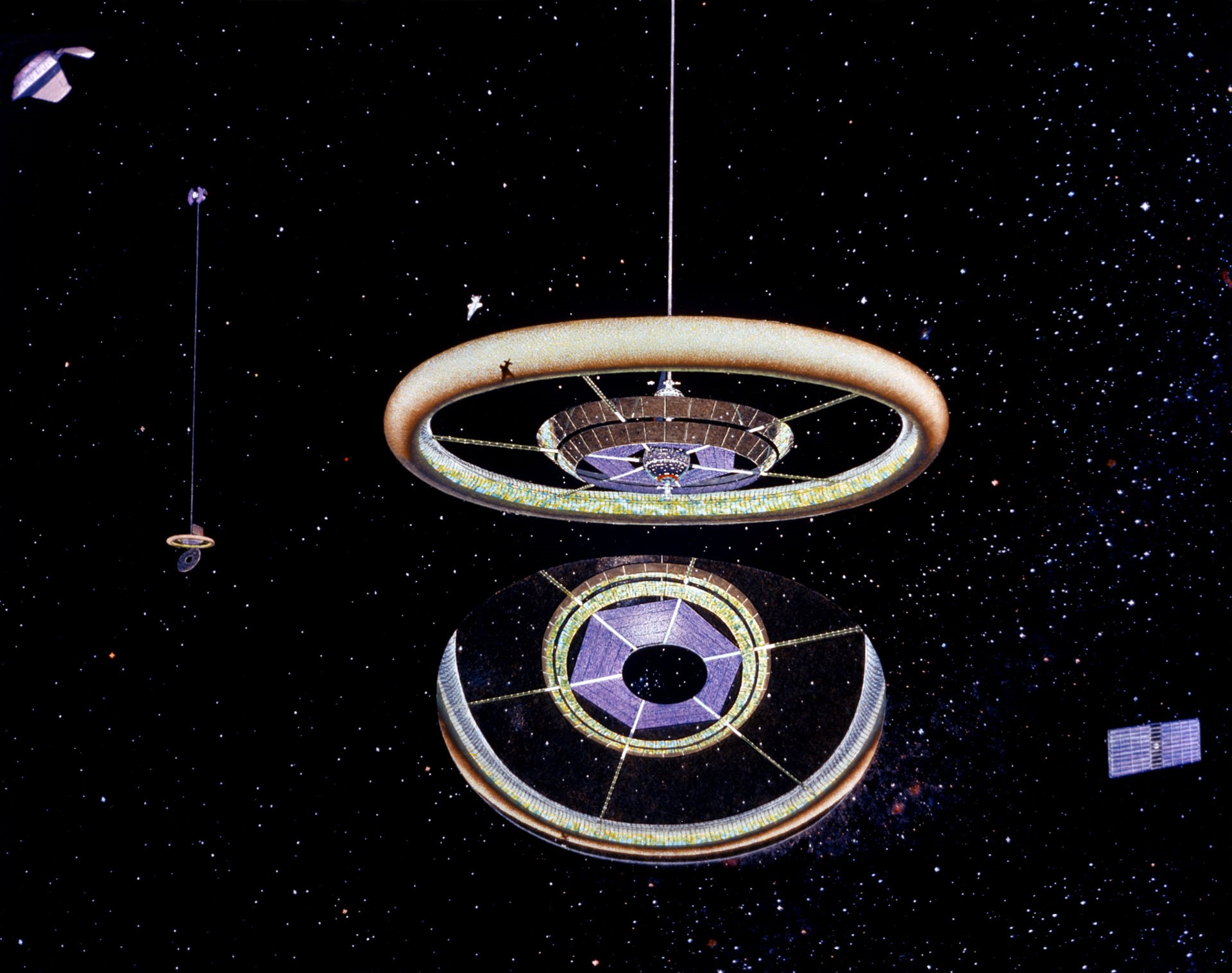
史丹佛環面外觀
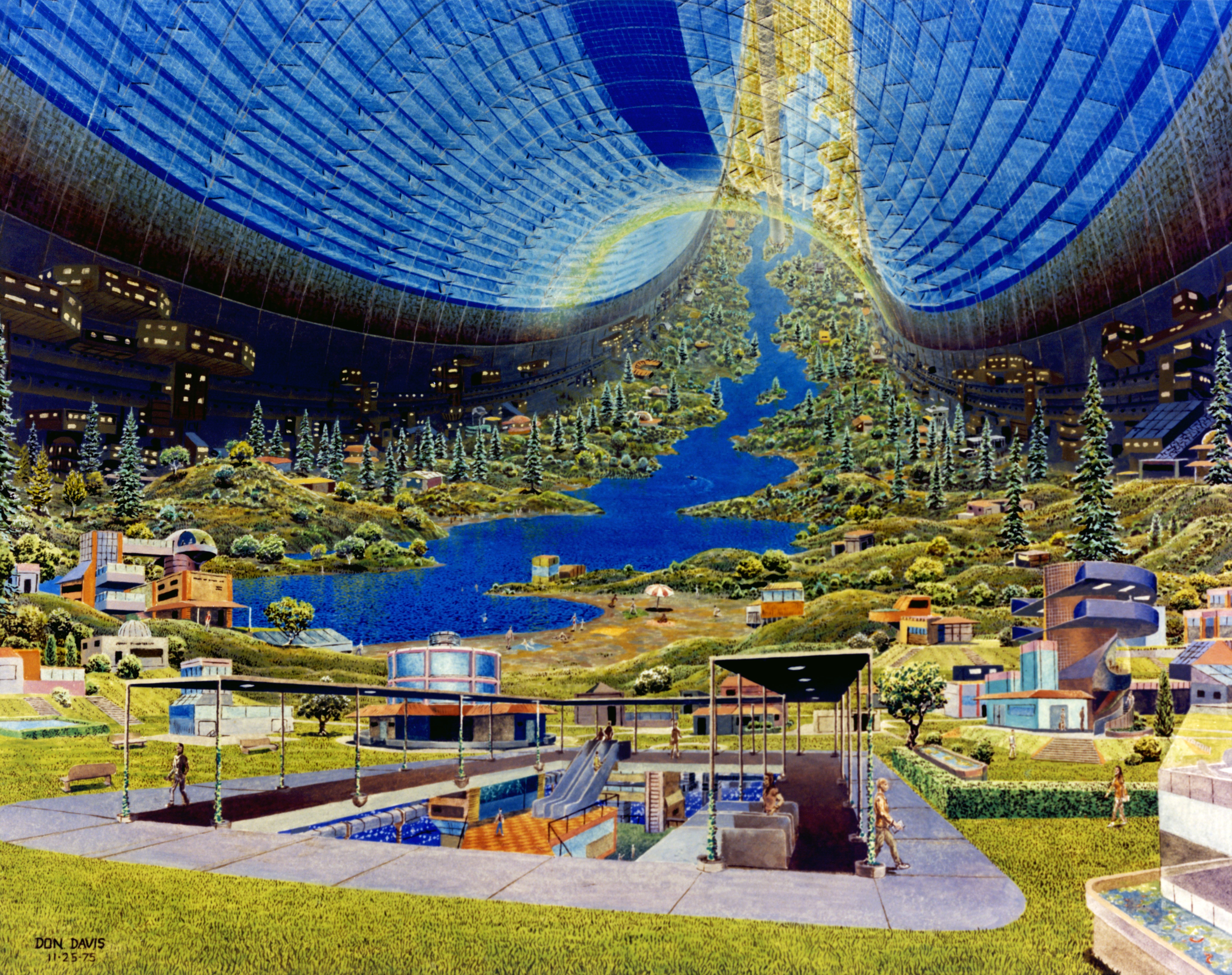
史丹佛環面內部結構

島三型(Island Three)
島三型又稱為歐尼爾圓柱體（以美國物理既天文學家傑瑞德·K·歐尼爾為名），由兩座直徑8公里，長32公里的圓柱體組成，兩座圓柱以反方向旋轉以抵銷陀螺效應以免無法對準太陽，端點以軸連結並以每小時28圈轉速產生重力。圓柱壁面被劃分六個等面積的區域，三個窗戶做為透光區，另外三個牆壁作為居住區，人口能容納上百萬人，陽光經由三片巨大反射鏡反射至窗戶照進對面的牆壁，還能產生天氣變化，圓柱軸心無重力可做為遊樂設施。圓筒外連結一座直徑16公里的環狀農業模塊，軸心則做為工業區與太空港。在鋼彈中出現的宇宙殖民地多為這型，主要在U.C.出現。島三型有以下衍伸變化型。
路易斯一型(Lewis One)
路易斯一型為半徑250公尺長450公尺的圓柱體，內有幾座農業用內筒，有非旋轉輻射屏障保護微重力工業區。
卡拉帕納一型(Kalpana One)
卡拉帕納一型為半徑250公尺長325公尺的短圓柱體，內有幾座農業與休閒用內筒，輻射屏障保護以10 t/m2旋轉。
麥卡德筒(McKendree cylinder)
麥卡德筒是由奈米碳管構成的島三型強化版，半徑加大到460公里，長度也加到4600公里。
波拉

串聯棲地

太空堅果II
由直徑1.9公里的兩座錐面組成，外側可安置太陽能板。
泡沫世界(Bubbleworld)

小行星型
挖掘小行星內部改造成宇宙殖民地，優點是不用困擾建材問題。

### 科幻故事的設計
- 宇宙都市船或宇宙方舟：本身兼具星艦機能，適合於長途航行的宇宙殖民地，首創於英國作家貝爾納（Bernal即上面的島一型起名出處）的小說《The World, the Flesh and the Devil》直譯「世界丶人丶魔鬼」中太空船城市。近作有日本動漫Macross系列中的同名飛船和玻璃艦隊的領土艦，小說星界的紋章的亞維皇都阿布利雷號，漫畫銀河騎士傳的播種船希德尼婭，英國作家亞瑟·查理斯·克拉克的與拉瑪相會系列中的外星人飛船都市拉瑪。
- 人造行星：極大的宇宙殖民地，可以完全模擬地球環境，以這個為主題的有田中芳樹的《灼熱龍騎兵》的各個新行星。
- 宇宙要塞：有很堅固防衛的軍事性宇宙殖民地，一般以星際大戰的死星、田中芳樹的《銀河英雄傳說》中的伊謝爾倫要塞為代表。
- 戴森球和環形世界：這是比以上的其他方案更神奇的設計，美國科學家戴森構想一群包圍太陽的居民點，把吸收到的陽光都可以利用，人們以其命名為「戴森球」，後來同國的科幻小說環形世界中，外星人把其連合成一個環狀結構包圍其恆星，有比恆星體積還大的人工小宇宙規模的居住空間。還有個別科學家提出極先進的外星人，可以把星系核心的巨型黑洞包圍來建造「超級戴森球」，吸取其驚人的放射線為能源，可算是终極的太空居民點。

## 計劃優缺點
作為太空移民的方案，常和另一方案即把行星地球化作比較，在短期內也有和開發海洋和極地等作比較。

### 優點
作為太空移民的方案，一般認為太空殖民地有很多優點：
- 比把行星地球化容易，也沒有其倫理和政治問題。
- 可以有較多軌道和位置選擇，也可以隨建造者的需要而設計外觀和內部，如果採用核能或反物質做能源甚至可以不需要陽光，可以作為星艦（恆星際太空船）或建立在太陽系外圍軌道。
- 不受制於天然星體的大小和重力，即使很小也可以做成和地球相似的重力和氣壓。
- 相對於一般像地球的行星，本身對外的天然重力較低，可以很易離開也沒有大氣阻隔而很易進入。
- 因為是空心的意味可以用少數的小行星材料，就足夠建造超過現代地球表面積的居住區。
- 不需要像開發海洋和極地會破壞地球生態。

### 缺點
宇宙殖民地計劃中也有不少的缺點：
- 效益不大，只勝於直接把其他行星地球化，但未必勝過開發地球海洋或極地。現實中解決居住地不足，只需要填海建立人工島就夠短期需要了。
- 科技水準要求高，現時沒有大推力運載火箭去運輸這設施的組件，而且即使每日運輸一件組件也至少要多年的時間和粍費成億上兆美元。所以需要先行在月球和小行星上建立前哨基地，又要在地球軌道上建立製造組件的太空工廠和轉運港，甚至需要太空電梯和发射环之類非火箭航天发射設施，這些建設本身也像太空城市一般是長期有人。意味要受嚴格訓練和資歷的宇航員為富裕的未來太空移民充當普通勞工，做危險和艱苦的工作，況且現太空站仍然未能適合長期工作。
- 而且就算一個宇宙殖民地可容納2000萬人口，對於世界人口每年以一億的速度成長的現狀，就要每年增加5個殖民地。其建設所需的礦物等資源只可能從月球以及近地小行星開採，建設與移民所需的經費等問題以目前的技術水準來觀察，也不足以支持宇宙殖民地成為有效率的人口問題解決方案，最多只能作為未來富裕人士興建的理想化新居，或作為太空探索科研和太空產業的基地。
- 主要傾向於推廣太空城市的概念，多是出於就習慣於較小空間的社會的科幻作家，如日本和英法等，且居民出入都需要經過氣閘引起交通管制上的不便。對於喜歡寬敞空間感的人，更易接受把行星地球化的方案，而興建有匹敵行星寬敞空間的人造行星（極大的太空居民點），所需要的技術和資源，相信比把行星地球化還高。
- 小型的簡單居民點的空氣循環和防漏氣的能力都成疑問，可能需要經常分解小天體的礦石或冰來補充。也意味其很易因為被隕石或太空垃圾所撞毀，而一日人類的暴力行為未結束的話，便使人擔心任何可以到達太空的人輕易地毀滅簡易的居民點。

## 外部連結
- Lifeboat Foundation Space Habitats（页面存档备份，存于）, a space habitat advocacy group.
- Paul Lucas (2005), Homesteading the High Frontier: The Shape of Space Stations to Come, Strange Horizons
- NPR visualization of a large-colony space habitat（页面存档备份，存于）, May 2011.
- NASA video about space habitats and space settlements construction as seen around 1970"s (5 min)（页面存档备份，存于）
- Video explaining rotating space habitats（页面存档备份，存于）
- Opening the High Frontier（页面存档备份，存于）, a video about affordable spaceflight and building a spacefaring civilization.